# さよなら (大原櫻子の曲)
「さよなら」は、日本の歌手・大原櫻子の8作目のシングル。

## 概要
いきものがかりの水野良樹が書き下ろした。PVには「江ノ電」、「極楽寺駅」、「湘南の海」などが出て来る。

## 収録曲

### CD
1. さよなら
作詞・作曲:水野良樹
2. everyday
作詞：大原櫻子・小名川高弘　作曲：小名川高弘
3. Paper Plane
作詞：leonn 作曲：MIXAKISSA
4. さよなら（Instrumental）
5. everyday（Instrumental）
6. Paper Plane（Instrumental）

## 参加ミュージシャン
- 大原櫻子：Vocal (#1,2,3)
- 小名川高弘：Guitar & Piano (#1,4)
- 山口寛雄： Bass (#1,4)
- 髭白健：Drums (#1,4)
- 真部裕ストリングス：Strings (#1,4)